# Studnia w Progu Mułowym
Studnia w Progu Mułowym (Maszynka do Mięsa) – jaskinia w Dolinie Mułowej w Tatrach Zachodnich. Wejście do niej znajduje się na płaśni między moreną zamykającą Kocioł Mułowy a krawędzią Mułowego Progu na wysokości 1720 metrów n.p.m. Długość jaskini wynosi 65 metrów, a jej deniwelacja 29 metrów.

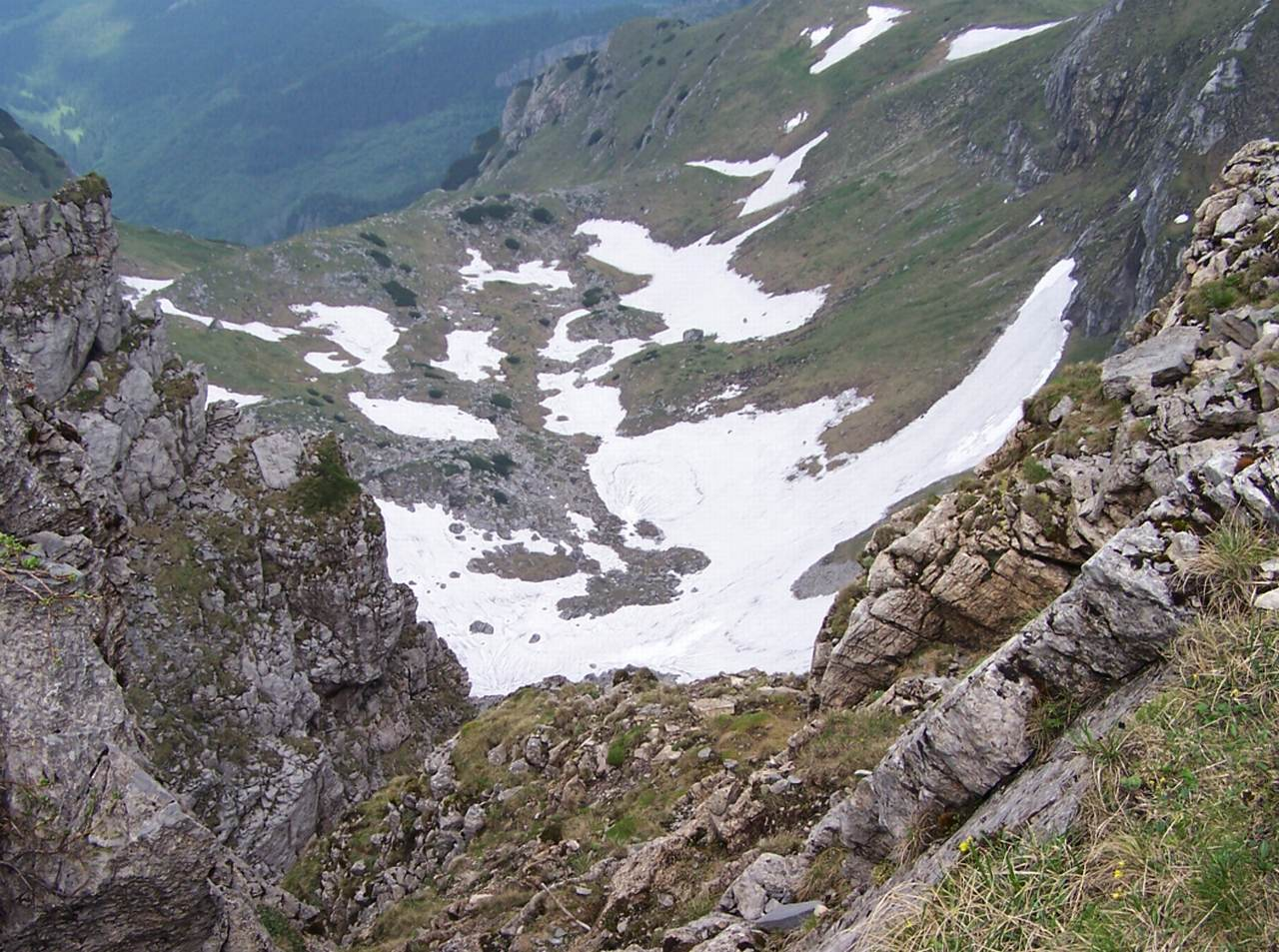
Dolina Mułowa

## Opis jaskini
Jaskinię stanowi ciąg wąskich, idących w dół korytarzyków prowadzących do 8-metrowej studni. Za otworem znajduje się 4-metrowa studzienka z której dna odchodzi 4-metrowy korytarz prowadzący do rozgałęzienia. Jeden ciąg po paru metrach kończy się ślepo, drugim jest pochylnia za którą znajduje się studzienka doprowadzająca do niewielkiej sali. Stąd odchodzą dwa krótkie korytarzyki i ciąg prowadzący przez przekop do kolejnej sali (7 × 5 m), gdzie jest 8-metrowa studnia i 5-metrowy komin. Z dna studni odchodzi studzienka kończąca się szczeliną i dwa krótkie korytarzyki.

## Przyroda
W jaskini nie ma nacieków. Roślinność nie występuje.

## Historia odkryć
Nie wiadomo kiedy odkryto jaskinię. Wiadomo natomiast, że w lipcu 1967 roku wszedł do jej początkowych partii Jerzy Grodzicki ze Speleoklubu Warszawskiego.
11 października 1986 roku J. Banaś i K. Recielski ze Speleoklubu Warszawskiego doszli do obecnego dna jaskini.